# Чапургина, Татьяна Михайловна
Татьяна Михайловна Чапургина (род. 19 января 1963, Орджоникидзе) — российская художница. Заслуженный художник Российской Федерации (2022).

## Обучение
В 1983 году окончила отделение живописи Северо-осетинского художественно-педагогического училища им. К. Л. Хетагурова (мастерская И. П. Цогоевой), в 1989 — Ленинградское высшее художественно-промышленное училище им. В. И. Мухиной по кафедре тканей отделения интерьера и оборудования (ученица у Н. Ф. Шевелевой и А. Г. Саахенберга).
В 1989—1991 годы преподавала композицию на кафедре тканей ЛВХПУ им. В. И. Мухиной. С 1992 по 1998 занималась росписью по тканям, выполняла проекты для интерьеров общественных зданий Санкт-Петербурга.
С 1998 года работает художником на Императорском фарфоровом заводе, в 2011—2013 годы — главный художник завода.

### Семья
Отец — Михаил Чапургин; до выхода на пенсию работал кузнецом; мать — Таисия Чапургина, работала агентом по связи.
Брат — Виталий Чапургин.
Муж — Алексей Котерев.

## Творчество
В 2002 году первая в мире создала фарфоровые платья, которые возможно носить как одежду. С тех пор устраивает модные показы своих платьев.

### Выставки
Участвует в выставках с 1987 года:
- 2004 «Академия фарфора», Государственный Эрмитаж
- 2005 «Вокруг квадрата», Государственный Эрмитаж
- 2006 «Приключения чёрного квадрата», Государственный Русский музей
- 2006 «Огни карнавала», Государственный Эрмитаж
- 2007 «Цвет небесный синий цвет», Государственный Эрмитаж
- 2009 «Императорский фарфор. Диалог времен», ГМЗ Царское Село
- 2009 «Картина. Стиль. Мода», Государственный Русский музей
- 2009 «Эхо русских сезонов», Государственный Эрмитаж
- 2010 «Возвращение легенды», Государственный музей А.С. Пушкина, Москва
- 2010 «Фарфор и роза», из цикла Поднесение к Рождеству, Государственный Эрмитаж
- 2011 «Скульптор Борис Воробьев. Фарфор, графика», Государственный Эрмитаж
- 2012 «Застывшая динамика», ГМЗ «Царицыно», Москва — персональная выставка[5][7]
- 2012 «Петербургский фарфор. История и современность», Музейный комплекс исторических собраний XIX в., Милан, Италия
- 2012 «The History of Russian Porcelain thorough the Imperial Porcelain Manufactory», Музей мануфактуры Херенд, Венгрия
- 2012 «Пасха в Петербурге», Государственный музей истории
- 2012 «Императорский фарфоровый завод. Санкт-Петербург», Национальный художественный музей Литвы
- 2017 «Морская душа», Центральная библиотека Невского района, Санкт-Петербург[8]
- 2017 «Модерн. 100 лет спустя», ГМЗ «Царское село»[9]
- 2018 «Фарфоровая мода от Татьяны Чапургиной», Главный штаб Государственного Эрмитажа — персональная выставка[10]
- 2018 «Территория света. Фарфор в интерьере», Галерея современного искусства фарфора, Москва[11]

Работы находятся в собраниях Государственного Эрмитажа, Государственного Русского музея, Всероссийского музея декоративно-прикладного и народного искусства, Государственного музея-заповедника «Царицыно», а также в частных коллекциях России и за рубежом.